# Euploea whitmei
Euploea whitmei är en fjärilsart som beskrevs av Butler 1877. Euploea whitmei ingår i släktet Euploea och familjen praktfjärilar. Inga underarter finns listade i Catalogue of Life.